# Diaphanodon laevivittatus
Diaphanodon laevivittatus är en bladmossart som beskrevs av Bennard Otto van Zanten och C. C. Townsend 1999. Diaphanodon laevivittatus ingår i släktet Diaphanodon och familjen Trachypodaceae. Inga underarter finns listade i Catalogue of Life.